# Rozszerzenie Picarda Vessiot
Rozważmy liniowe równanie różniczkowe jednorodne
{\displaystyle y^{(n)}+a_{1}y^{(n-1)}+...+a_{n-1}y'+a_{n}y=0}
o współczynnikach w ciele różniczkowym K. Mówimy, że M jest rozszerzeniem Picarda Vessiot ciała K, jeżeli
1. M=K{\displaystyle (u_{1},...,u_{n}),} gdzie {\displaystyle u_{1},\dots ,u_{n}} są liniowo niezależnymi (nad ciałem stałych) rozwiązaniami rozważanego równania (przez K{\displaystyle (u_{1},\dots ,u_{n})} rozumiemy najmniejsze ciało różniczkowe zawierające K,{\displaystyle u_{1},\dots ,u_{n}}).
2. M ma to samo ciało stałych co K

Aby sprawdzić 1. warunek wystarczy znaleźć wrońskian {\displaystyle u_{1},\dots ,u_{n}}
Tw. Jeśli K ma charakterystykę 0 oraz jego ciało stałych jest algebraicznie domknięte, to dla każdego liniowego równania różniczkowego jednorodnego istnieje rozszerzenie Picarda Vessiot.

## Przykłady
1. Dołączanie całki (adjunction of an integral)
Niech K będzie ciałem różniczkowym charakterystyki 0. Niech u będzie elementem większego ciała różniczkowego, u'=a ∈ K, gdzie, a nie jest pochodną żadnego elementu K. Wtedy u jest przestępny nad K, K(u) jest rozszerzeniem Picarda Vessiot ciała K oraz jego różniczkowa grupa Galois jest izomorficzna z addytywną grupą stałych w K.
2. Dołączanie exponenta całki (adjunction of an exponential of an integral)
Niech K będzie ciałem różniczkowym, u elementem spełniającym równanie y'-ay=0, a ∈ K. Przypuśćmy, że K(u) ma to samo ciało stałych, co K. Wtedy K(u) jest rozszerzeniem Picarda Vessiot, jego różniczkowa grupa Galois jest izomorficzna z pewną podgrupą multiplikatywnej grupy niezerowych stałych w K.